# Jakub Otruba
Jakub Otruba (* 30. Januar 1998 in Olmütz) ist ein tschechischer Radrennfahrer.

## Sportlicher Werdegang
Nachdem Otruba als Junior sowohl im Straßenrennen als auch im Einzelzeitfahren Tschechischer Junioren-Meister war, wurde zur Saison 2017 Mitglied im tschechischen UCI Continental Team SKC TUFO Prostějov. Bereits ein Jahr später wechselte er zum Team Elkov-Kasper. Hier wurde er von 2018 bis 2020 dreimal in Folge Tschechischer U23-Meister im Einzelzeitfahren. In der Saison 2022 erzielte er mit dem Gewinn der Königsetappe der Rumänien-Rundfahrt seinen ersten Erfolg auf der UCI Europe Tour.
Otruba machte auch wiederholt durch vordere Platzierungen in der Gesamtwertung kleinerer Rundfahrten auf sich aufmerksam, unter anderem Platz 6 bei der Czech Tour 2020, Platz 3 bei der Alpes Isère Tour und Platz 5 beim Circuit des Ardennes 2021 sowie Platz 3 bei der Rumänien-Rundfahrt und Platz 5 bei der Slowakei-Rundfahrt 2022. Nachdem ihm trotzdem der Sprung in ein Profiteam nicht gelungen war, wechselte Otruba 2023 nach fünf Jahren bei Elkov-Kasper zum tschechischen Konkurrenten ATT Investments. Gleich im ersten Rennen für sein neues Team erzielte er auch den ersten Erfolg, als er mit jeweils einem Podestplatz auf den beiden Etappen der South Aegean Tour die Gesamtwertung für sich entschied. Im Juni wurde er im Einzelzeitfahren erstmal tschechischer Meister in der Elite. 2024 konnte er mit dem Gewinn des polnischen Eintagesrennens Silesan Classic sowie der vierten Etappe der Bulgarien-Rundfahrt zwei weitere Siege seinem Palmarès hinzufügen. 
Zur Saison 2025 erhielt Otruba beim spanischen UCI ProTeam Caja Rural-Seguros RGA erstmals einen Vertrag als Radprofi. 

## Erfolge
2015
- Tschechischer Meister – Einzelzeitfahren (Junioren)

2016
- Tschechischer Meister – Straßenrennen (Junioren)

2018
- Tschechischer Meister – Einzelzeitfahren (U23)

2019
- Tschechischer Meister – Einzelzeitfahren (U23)
- Nachwuchswertung Czech Cycling Tour

2020
- Tschechischer Meister – Einzelzeitfahren (U23)
- Nachwuchswertung Czech Cycling Tour

2022
- eine Etappe Rumänien-Rundfahrt

2023
- Gesamtwertung South Aegean Tour
- Tschechischer Meister – Einzelzeitfahren

2024
- Silesan Classic
- eine Etappe Bulgarien-Rundfahrt